# Skänninge trivialskola
Skänninge trivialskola var en trivialskola i Skänninge.

## Historik
Redan år 1448 fanns en skola i Skänninge. Den 7 augusti 1649 inrättades Skänninge trivialskolan och bestod då av en lärare som ensam hade hand om undervisning. År 1686 anställdes även en kollega vid skolan.
Skolan omtalas som skola 1822. Ett beslut om nedläggning skall ha skett 1819 men den nämns som ännu som lärdomsskola 1836 och 1841, då med 20 elever. Den ombildades till ett lägre elementarläroverk omkring 1860, var kvar 1870 men var avvecklat 1872.

## Personal

### Rektorer
- 1641–1643: Petrus Caroli (Säbyensis)
- 1644–1667: Johannes Phallenius
- 1677–1689: Johannes Ostani Törnebom
- 1694–1697: Georgius Embring
- 1697–1702: Johannes Schenberg
- 1702–1707: Jonas Laurenius
- 1707–1711: Antonius Theodori Carlbom
- 1711–1723: Östen Gervallius
- 1722–1734: Andreas Follin
- 1734–1737: Jacob Cassel
- 1737–1738: Magnus Livin
- 1738–1757: Elias Wibjörnson
- 1758–1784: Johan Hjertstedt
- 1787–1796: Olof Salander
- 1813: Jonas Svensson Cadéen
- 1814–1819: Johan Magnus Björklund

### Conrektor
- 1695–1697: Johannes Schenberg

### Pedagog
- 1668–1677: Johannes Svenonis Norbergius

### Kollega
- 1694–1695: Johannes Schenberg
- 1694–1711: Petrus Johannis Roman
- 1711–1712: Jonas Lucander
- 1715: Samuel Wallerin
- 1727–1730: Sven Westerström
- 1730–1736: Johan Skunk
- 1743–1750: Johan Hjertstedt
- 1740–1746: Sven Mörtling
- 1746–1769: Per Kraft
- 1769–1787: Olof Salander
- 1788–1800: Johan Älf